# Kustens glada kavaljerer
Kustens glada kavaljerer är en svensk svartvit komedifilm från 1938 i regi av Ragnar Arvedson.

## Handling
I filmen möter vi grosshandlare Westerberg som är starkt mot allt vad det militära heter. Snart kallas både hans son och biträde in till kustartilleriet. Grosshandlarens son är också förälskad i major Rytters dotter Karin. Major Rytter vill dock att Karin ska stifta bekantskap med doktor Berggren som i sin tur har starka känslor för sjuksystern Brita.

## Om filmen
Filmen premiärvisades på Astoria i Stockholm den 5 november 1938. Svenska försvarets filmdetalj medverkade vid tillkomsten av filmen. Kustens glada kavaljerer har aldrig visats i TV.

## Rollista i urval
- Carl Barcklind - major Augustus Joachim Rytter
- Inga-Bodil Vetterlund - Karin Rytter, hans dotter
- Fritiof Billquist - doktor Claes Berggren
- Karin Ekelund - Brita Hermansson, sjuksyster
- Thor Modéen -  grosshandlare Karl T. Westerberg
- Karl-Arne Holmsten - Harry Westerberg, hans son
- Åke Söderblom - Jocke, biträde hos grosshandlaren
- Rut Holm - Mina
- Sven Bergvall - översten

Ej krediterade:
- Ragnar Widestedt
- Carl Ström
- Sigge Fürst
- Ruth Weijden
- Hjalmar Peters
- Harry Brandelius